# Nemapalpus mopani

Nemapalpus mopani  (лат.) — вид мирмекофильных двукрылых насекомых из семейства бабочницы (Psychodidae). Центральная и Южная Америка: Гватемала, Эквадор, Колумбия.

## Описание
Мелкие мирмекофильные бабочницы. Их куколки обнаружены в гнезде муравьёв-кочевников Eciton hamatum (Fabricius) (Ecitoninae). Вид был впервые описан в 1950 году и позднее стал вторым (после Lutzomyia texana) видом бабочниц, для которого зафиксирована ассоциация с муравьями.